# Caridina caverna
Caridina caverna е вид десетоного от семейство Atyidae. Видът е уязвим и сериозно застрашен от изчезване.

## Разпространение
Разпространен е в Китай (Гуейджоу).